# Arktogea
Arktogea – w zoogeografii jedno z państw zwierzęcych, obok Notogei, Neogei i Antarktis. Obejmuje Amerykę Północną, Eurazję i Afrykę.
Arktogea dzieli się na następujące krainy zoogeograficzne:
- holarktyczna
  - palearktyczna
  - nearktyczna
- etiopska
- orientalna